# 모감주나무속
모감주나무속(Koelreuteria)은 무환자나무목의 한 속이다. 남·동부 아시아 원산이며 3종을 거느린다. 한국에는 모감주나무 (Koelreuteria paniculata) 1종이 서식한다.
중간 크기의 갈잎나무로 키는 10~20m 정도이다. 잎은 깃꼴겹잎이거나 2회 깃꼴겹잎이다. 꽃은 작고 노란색이며 20~50cm 길이의 여러 가지로 나뉘는 원추꽃차례에 달린다. 열매는 3~6cm 길이이며 얇은 세 조각 껍질이 감싸며 부푼 삭과이다. 그 속에 견과처럼 단단한 지름  5~10mm의 씨가 몇 개 들어 있다.